# The Villain in Black
Albums de MC Ren
Shock of the Hour
(1993) Ruthless for Life
(1998)
Singles
1. Mad Scientist
Sortie : 1996
2. Keep It Real
Sortie : 20 août 1996

The Villain in Black est le deuxième album du rappeur américain MC Ren. Il est sorti le 9 avril 1996, par Ruthless Records et Relativity Records.

## Liste des titres
| No  | Titre                                                              | Auteur                                                  | Durée |
| --- | ------------------------------------------------------------------ | ------------------------------------------------------- | ----- |
| 1.  | Bitch Made Nigga Kill                                              | Cold 187um, Lorenzo Patterson                           | 4:02  |
| 2.  | Keep It Real                                                       | Dr. Jam, Lorenzo Patterson                              | 4:52  |
| 3.  | It's Like That (featuring Bigg Rocc)                               | Cold 187um, J-Rocc, Lorenzo Patterson                   | 4:34  |
| 4.  | Mad Scientist                                                      | Dr. Jam, Lorenzo Patterson, Madness 4 Real              | 4:22  |
| 5.  | Live From Compton 'Saturday Night' (featuring Cold 187um)          | Cold 187um, Lorenzo Patterson                           | 5:56  |
| 6.  | Still The Same Nigga                                               | Big Jess, Jesse "Big Jesse" Williard, Lorenzo Patterson | 5:27  |
| 7.  | I Don't Give A Damn                                                | Dr. Jam, Lorenzo Patterson, Madness 4 Real              | 3:56  |
| 8.  | Mind Blown (featuring Bigg Rocc)                                   | Cold 187um, Lorenzo Patterson                           | 4:42  |
| 9.  | Great Elephant                                                     | Big Jess, Jesse "Big Jesse" Williard, Lorenzo Patterson | 3:45  |
| 10. | Muhammed Speaks (featuring Khalid Muhammad)                        | Cold 187um                                              | 1:31  |
| 11. | Bring It On (featuring Above the Law, Triggerman, Khalid Muhammad) | Cold 187um, Lorenzo Patterson                           | 4:42  |